# Конституция 3 мая (История цивилизации в Польше)
«Конституция 3 мая — Четырёхлетний сейм — Эдукационная комиссия — Третий раздел Р.П. 1795» (пол. Konstytucja 3 maja – Sejm Czteroletni – Komisja Edukacyjna – III rozbiór R.P. 1795) — картина польского художника Яна Матейко на исторический сюжет, созданная в 1888 году. Заключительная, двенадцатая, по времени действия часть цикла «История цивилизации в Польше». Хранится в Королевском замке в Варшаве.